# Stade Caliente
L'Estadio Caliente est un stade de football mexicain.